# Damien Michallet
Damien Michallet, né le 31 mai 1975, est un homme politique français.  
Il est élu Sénateur de l'Isère en 2023.  

## Biographie
Ancien Directeur des ventes de l'entreprise IFS, Damien Michallet est depuis 2021 Directeur commercial Chez Forterro pour l'Europe de l'Ouest.
En 2004, Damien Michallet se présente aux élections cantonales dans le canton de la Verpillière, mais il est battu au second tour par le Conseiller général sortant, Denis Vernay, Maire de Bonnefamille.
Conseiller municipal de Satolas-et-Bonce depuis 2001, Damien Michallet est élu Maire de ce petit village en 2014 et devient le 8e Vice-président délégué à la Stratégie numérique, nouveaux usages et politiques contractuelles supra communautaires au sein de la Communauté d'agglomération Porte de l'Isère (CAPI).
Élu pour la première fois au Conseil départemental de l'Isère en mars 2015, il est réélu en 2021 avec 67,55 % des voix pour le canton de La Verpillière. Il devient Vice-président délégué à l'aménagement numérique et aux systèmes d'information au Conseil départemental de l'Isère.
Placé en troisième position de la liste divers droite «L'Isère au Sénat 2023», il est élu Sénateur de l'Isère le 24 septembre 2023,, tout comme sa tête de liste Michel Savin et la Sénatrice sortante Frédérique Puissat en deuxième position.
Au Sénat, il est membre de la Commission de l'Aménagement du Territoire et du Développement Durable et rejoint le Groupe d' Études Numérique (présidé par le Sénateur Patrick Chaize) dont il est nommé Vice-président le 30 janvier 2024.
En février 2024, il est élu Président de la Commission Supérieure du Numérique et des Postes (CSNP),.
Il s'investit également dans la Délégation sénatoriale aux Entreprises

## Synthèse des mandats
- 2014 - 2023 : maire de Satolas-et-Bonce
- 2014 - 2023 : vice-président chargé du numérique à la Capi
- Depuis 2015 : conseiller départemental de l'Isère
- Depuis 2023 : sénateur de l'Isère